# Мацуи, Сакико
Сакико Мацуи (яп. 松井 咲子, род. 10 декабря 1990) — японская певица, участница идол-группы AKB48.
По состоянию на 2013 год в AKB48 входит в состав Team A.
3 октября 2012 года Сакико Мацуи дебютировала сольно, с фортепьянным альбомом.

## Сольная дискография

### Синглы
| Название                                 | Дата выпуска   | Наив. позиция              |
| Название                                 | Дата выпуска   | Oricon Weekly Albums Chart |
| ---------------------------------------- | -------------- | -------------------------- |
| «Kokyuu Suru Piano» (яп. 呼吸するピアノ) | 3 октября 2012 | 10                         |

### Музыкальные видео
| Название                                                                        | Официальное видео на YouTube |
| ------------------------------------------------------------------------------- | ---------------------------- |
| «Tamashii no Idou ~Gugutasu-min no Theme~» (яп. 魂の移動〜ぐぐたす民のテーマ〜) | смотреть коротк. версию      |